# Emily Thorn Vanderbilt
Emily Thorn Vanderbilt (Staten Island, 1852 – Lenox, 29 luglio 1946) è stata una filantropa statunitense.
Finanziò la creazione del New York's Sloane Hospital for Women nel 1888 con una dotazione di più di 1000000 $.

## Biografia
Era la figlia di William Henry Vanderbilt, e di sua moglie, Maria Louisa Kissam.

## Matrimoni

### Primo Matrimonio
Sposò William Douglas Sloane, fratello di Henry T. Sloane. Ebbero tre figlie: Florence Adele Sloane (1873–1960), Lila Sloane (1879–1934) e Emily Vanderbilt Sloane (1874–1970).
Insieme al marito fece costruire Elm Court.

### Secondo Matrimonio
Nel 1920 sposò Henry White, ambasciatore americano in Francia e in Italia e un firmatario del trattato di Versailles.

## Morte
Morì il 29 luglio 1946 a Lenox. Tra i suoi nipoti includono Adele Hammond, nonna paterna dell'attore Timothy Olyphant, Alice Frances Hammond, moglie del musicista Benny Goodman, Rachel Hammond, moglie di Manley D. Breck, e John Henry Hammond II.